# پدی مادن
پدی مادن (انگلیسی: Paddy Madden؛ زادهٔ ۴ مارس ۱۹۹۰) بازیکن فوتبال اهل جمهوری ایرلند است.
از باشگاه‌هایی که در آن بازی کرده‌است می‌توان به باشگاه فوتبال بوهمیان، باشگاه فوتبال یئوویل تاون، باشگاه فوتبال اسکانتورپ یونایتد، و باشگاه فوتبال کارلایل یونایتد اشاره کرد.